# 7133 Kasahara
7133 Kasahara eller 1993 TX1 är en asteroid i huvudbältet som upptäcktes den 15 oktober 1993 av de båda japanska astronomerna Kazuro Watanabe och Kin Endate vid Kitami-observatoriet. Den är uppkallad efter Shin Kasahara.
Asteroiden har en diameter på ungefär 6 kilometer.